# Maneki neko

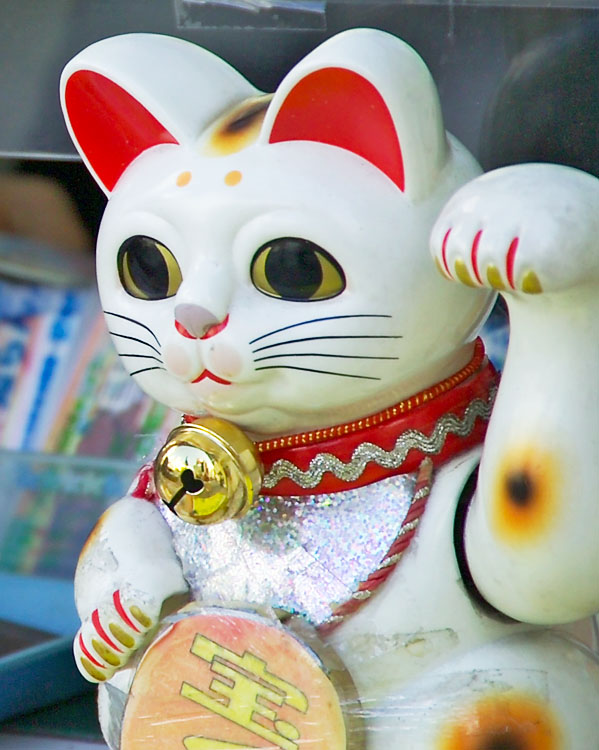
Un maneki neko a Tokyo che richiama clienti per comprare i biglietti della lotteria

Il maneki neko (招き猫? lett. "gatto che chiama"), anche noto come "gatto della fortuna", è un portafortuna giapponese, che raffigura un gatto intento a chiamare a sé lo spettatore. Di solito, il maneki neko indossa un collare con un campanellino al collo.
Ad alcuni può sembrare che il Maneki neko stia salutando: i giapponesi però, a differenza di altri popoli – ad esempio degli americani –, usano chiamare verso sé con un cenno tenendo la mano alzata, con il palmo verso l'esterno, e piegando le dita verso il basso riportandole in alto ripetutamente; la posa del gatto emula esattamente questo gesto.
Secondo la cultura giapponese queste sculture porterebbero fortuna, dato che secondo molte leggende locali ogni volta che un gatto assume questa posa sul suo proprietario si riverserà una vasta dose di fortuna.

## Storia

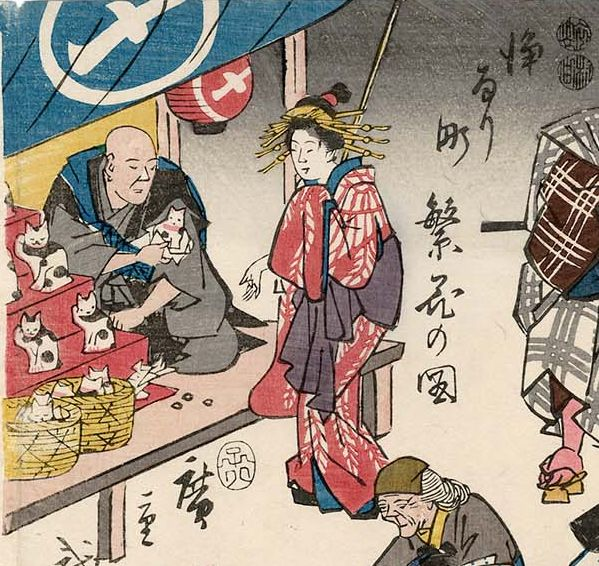
Rappresentazione di un mercante di maneki neko in un dipinto con tecnica nishiki-e del 1852.

### Origini
Le origini del maneki neko sono incerte. Si pensa sia apparso per la prima volta verso la fine del Periodo Edo (1603-1867), e in quel periodo compare anche su una stampa ukiyo-e di Utagawa Hiroshige. Venne rinvenuta anche una pubblicità del 1902 che pubblicizzava dei Maneki neko, a dimostrazione del fatto che all'inizio del XX secolo fossero popolari.
Vari aneddoti raccontano che degli illustri personaggi (Imperatori giapponesi, Oda Nobunaga e il samurai Ii Naotaka) passarono vicino ad un gatto che agitava una zampa. Interpretando il movimento del gatto come un segno di richiamo, i nobiluomini si fermarono e andarono verso di lui; essendosi allontanati dalla strada che stavano seguendo, si accorsero di aver evitato una trappola che era stata tesa per loro proprio poco più avanti.
Da allora i gatti furono considerati spiriti saggi e portatori di fortuna; in molti luoghi di culto e case giapponesi si trova infatti la raffigurazione di un gatto con una zampa alzata nell'atto di salutare, da qui l'origine del Maneki neko, spesso indicato anche come Kami Neko riferendosi al kami, o spirito, del gatto.
Una teoria lega l'origine del maneki neko, o almeno la crescita della sua popolarità, al sorgere del nuovo governo Meiji. Nel suo tentativo di occidentalizzare la società giapponese, il governo Meiji proibì i talismani sessuali popolari in quell'epoca, spesso chiaramente esposti nei bordelli. 
Con la scomparsa di questi oggetti popolari, rapidamente apparvero in sostituzione i Maneki neko, che forse con il loro gesto imitavano il gesto di una donna che richiamava a sé.
Altri hanno notato la somiglianza tra il gesto del maneki neko e quello di un gatto che si lava il muso. Una credenza giapponese dice che un gatto che si lava il muso significa che presto arriverà un ospite. Questa leggenda potrebbe a sua volta essere legata ad un ancora più antico proverbio cinese, il quale afferma che se un gatto si lava la faccia, allora pioverà: è quindi possibile che ciò abbia fatto nascere la credenza secondo la quale un gatto che si lava la faccia porti clienti in un negozio, quindi fortuna.
Non è noto come i maneki neko divennero popolari negli Stati Uniti d'America, ma iniziarono a divenirlo intorno al 1963, quando Patricia Dale-Green scrisse di loro in The Cult of the Cat. 
Il Maneki neko è molto comune nella Chinatown della città di New York dei giorni moderni: venditori esclusivi e negozi di strada ne espongono per la vendita un'innumerevole varietà, che vengono comprati soprattutto dai turisti. Sono spesso acquistati perché buffi o come oggetto da conversazione.

### Leggende e racconti
Il Maneki neko è protagonista di varie leggende. Tre delle più famose spiegano l'origine del gatto della fortuna.
Il gatto del tempioUn ricco feudatario, durante un temporale si stava riparando sotto un albero vicino al tempio Gotoku-ji (nella parte ovest di Tokyo), quando vide il gatto del monaco che lo chiamava alzando la sua zampa ;  il nobiluomo andò verso di lui e un attimo dopo l'albero dal quale si era appena spostato venne colpito da un fulmine. Il ricco signore, che era così scampato al fulmine, strinse amicizia col povero monaco, portando prosperità al tempio. Quando il gatto morì, probabilmente in suo onore, fu costruito il primo Maneki neko.
La cortigianaUna prostituta di nome Usugumo, che viveva a Yoshiwara, nella parte est di Tokyo, aveva un gatto, al quale voleva molto bene. Una notte il gatto iniziò a tirare forte il suo kimono. Qualunque cosa lei facesse, il gatto continuava. Il proprietario del bordello vide la scena, e pensando che il gatto fosse stregato, gli tagliò la testa. La testa del gatto volò fino al soffitto, dove uccise un serpente, che avrebbe potuto agire da un momento all'altro. Usugumo fu atterrita dalla morte del suo amico animale. Per rallegrarla uno dei suoi clienti le costruì una statuetta che raffigurava il suo gatto e la donò alla sua padrona. Questa statuetta in seguito divenne popolare come il Maneki neko.
L'anziana signoraUna donna anziana che viveva a Imado (nella parte est di Tokyo) fu costretta a vendere il suo gatto a causa dell'estrema povertà. Poco dopo il gatto le apparve in un sogno e le disse di fare con l'argilla un'immagine che lo ritraeva; la donna lo fece e subito vendette la statuetta che aveva creato. Continuò a realizzarne altre, e la gente continuava a comprarle: divennero così ricercate che la donna diventò ricca e benestante.

## Caratteristiche

### La scultura
La scultura raffigura un gatto che chiama con un cenno di una zampa alzata e di solito viene esposta in negozi, ristoranti, sale di pachinko e altre attività commerciali; è anche usata come amuleto shintoista. Se la zampa alzata è la destra dovrebbe propiziare la salute e la famiglia, se invece a sollevarsi è la sinistra, il gesto dovrebbe propiziare gli affari e attirare i clienti.
Esistono Maneki neko di diversi colori, stili e gradi di ornamento. Oltre che come statuetta, i Maneki neko si possono trovare sotto forma di portachiavi, salvadanai, deodoranti, e altri oggetti.

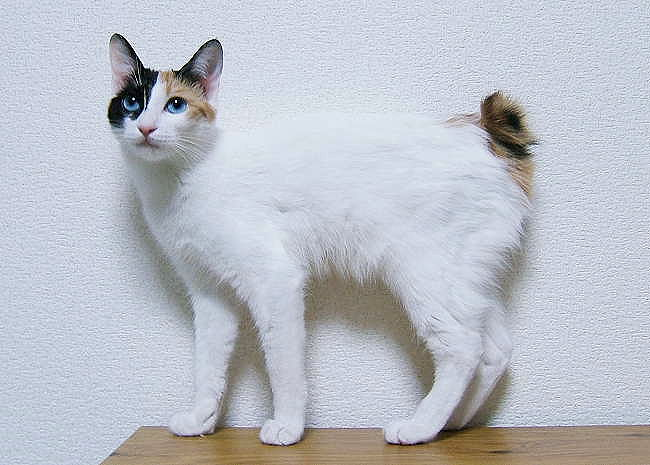
Un gatto bobtail giapponese, da cui prende ispirazione il maneki neko.

La razza di gatto rappresentata dalla statuetta è generalmente un bobtail giapponese.

### Il gesto
Per gli americani e gli europei può sembrare che il Maneki neko stia salutando piuttosto che richiamando (chiamando verso di sé). Ciò è dovuto alla differenza nei gesti usati dagli occidentali e dai giapponesi: i giapponesi infatti usano chiamare con un cenno tenendo la mano alzata, con il palmo verso l'esterno, e piegando le dita verso il basso e poi riportandole in alto ripetutamente, da questo deriva la posa del gatto. Alcuni Maneki neko creati appositamente per i mercati occidentali hanno la zampa rivolta all'indietro, quindi una posa che riproduce un cenno di richiamo più familiare agli occidentali.
Si possono trovare Maneki neko sia con la zampa destra alzata sia con la sinistra. Il significato della zampa destra o sinistra cambia col tempo e col luogo. La credenza più comune è che la zampa sinistra attiri i clienti, mentre la destra porti salute e fortuna, anche se alcune persone sostengono il contrario. Altri ancora dicono che la zampa sinistra alzata sia la cosa migliore per i locali nei quali si beve, mentre la destra per le altre attività commerciali. (Chi sopporta bene l'alcool in Giappone è chiamato "hidari-kiki", ossia "mancino").
È opinione comune che più in alto sia la zampa, maggiore sia la fortuna che porta. Quindi la zampa dei Maneki neko ha avuto la tendenza a essere, negli anni, sempre più alta. Pertanto l'altezza della zampa è utilizzata da alcuni come metodo approssimativo per stimare l'età di una statuetta. Un'altra credenza comune è che più alta è la zampa e da più lontano verrà la fortuna.
Alcuni Maneki neko hanno una zampa che si muove, azionata da una batteria o dall'energia solare, che ripete all'infinito il gesto del chiamare con un cenno.

### Colore
I maneki neko si trovano di ogni colore. Benché all'inizio i colori fossero soltanto decorativi, adesso i differenti colori sono associati a differenti proprietà.
- Tricolore: Il colore di base è bianco, con macchie nere e arancioni disposte a caso. Questa colorazione è considerata particolarmente fortunata ed è quella più popolare per i Maneki neko. La credenza potrebbe essere correlata alla rarità di questa colorazione nei gatti bobtail giapponesi, ai quali è ispirata la rappresentazione del Maneki Neko. In Giappone questo colore è chiamato Mi-ke, che significa tre-pellicce (o tri-pelo).
- Bianco: I gatti bianchi indicano purezza e sono il secondo tipo per diffusione.
- Nero: Si dice che i Maneki neko neri portino buona salute e tengano lontano gli influssi negativi. Sono molto apprezzati dalle donne perché dovrebbero essere particolarmente efficaci nel tenere lontano i molestatori.
- Rosso: Anche il rosso è un colore protettivo, e si ritiene che tenga lontani gli spiriti maligni e la malattia.
- Oro: associato con la ricchezza, il benessere economico.
- Rosa: Benché non sia un colore della tradizione, attualmente è un colore popolare ed è associato all'amore.[6]
- Verde: Si dice che porti riconoscimenti accademici e protegga dagli incidenti stradali.

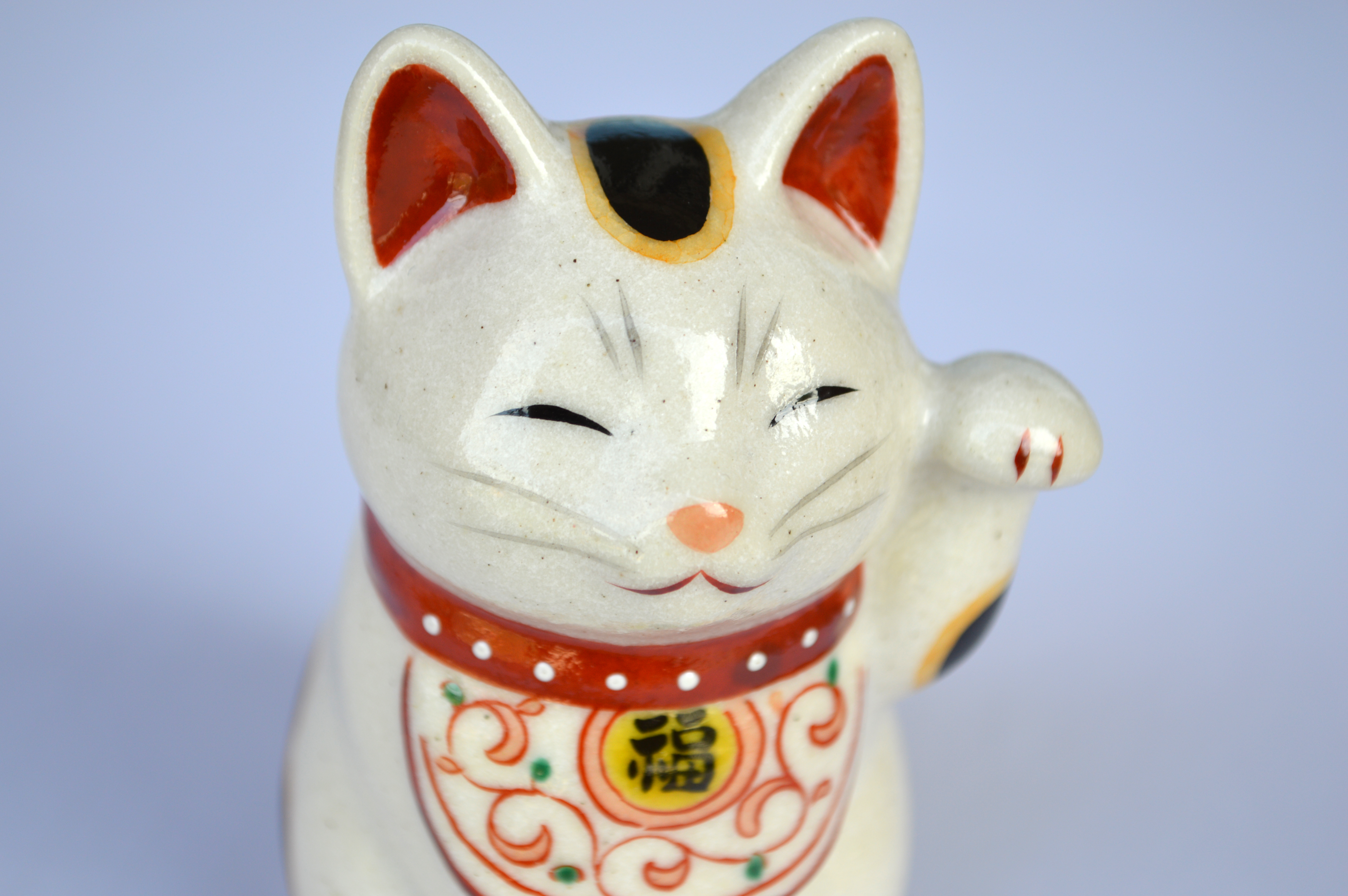
Maneki neko tricolore
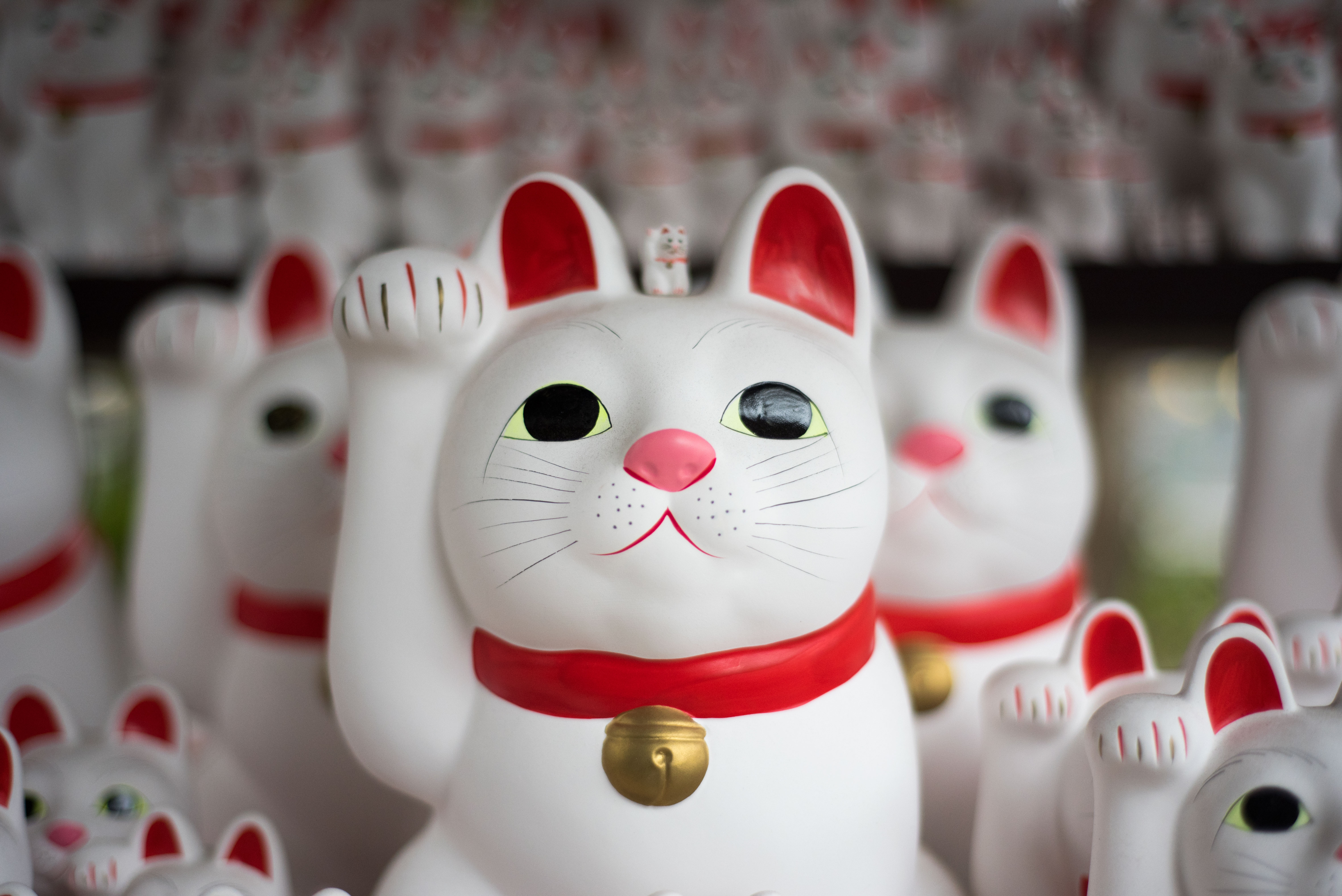
Maneki neko bianco
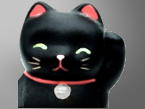
Maneki neko nero
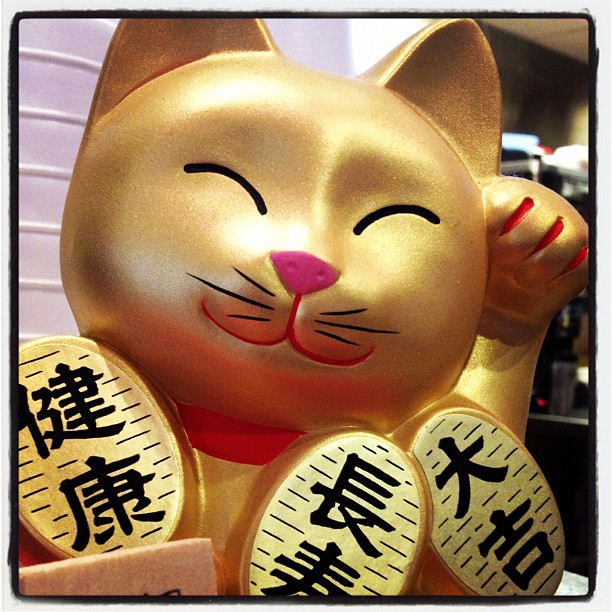
Maneki neko dorato

### Collare, bavaglino e campanello
I maneki neko solitamente hanno qualche accessorio attorno al collo, che può essere per esempio un fazzoletto o una sciarpa, ma i più comuni sono il collare, il campanello e un bavaglino decorativo. Questi oggetti sono molto probabilmente un richiamo agli accessori ornamentali per gatti in voga tra le famiglie benestanti durante il periodo Edo. Venivano usati collari rossi fatti con un fiore (lo hichirimen) e piccoli campanelli erano appesi come decorazione o per poter tener traccia del gatto nei suoi spostamenti.
Il bavaglino al collo potrebbe anche essere correlato a quelli che spesso ornano le statue della divinità Bodhisattva Jizo. Statue di Jizo si possono trovare a protezione dell'ingresso di santuari e cimiteri. Jizo è il protettore dei bambini ammalati e morenti. Se un bambino guarisce da una malattia grave è usanza mettere un bavaglio attorno a Jizo come dono di ringraziamento.

### La moneta
I maneki neko a volte sono raffigurati mentre trattengono una moneta con la zampa; di solito una moneta d'oro chiamata koban, usata in Giappone nel Periodo Edo. Un koban valeva un ryō, un'altra antica moneta Giapponese, tuttavia il koban della maggior parte dei Maneki neko vale dieci milioni di ryō. Un ryō può essere paragonato indicativamente a mille dollari.
La moneta è legata al ruolo del gatto nell'attrarre la buona fortuna e le ricchezze. Non sorprende quindi che spesso i Maneki neko siano usati come salvadanai, un'usanza che risale al 1890. A volte monete di piccolo taglio vengono lasciate come offerte a un maneki neko. Questa usanza è in qualche modo simile a quella di lanciare una moneta in una fontana per buon augurio o in un pozzo dei desideri.

### Materiali
I maneki neko di solito sono realizzati in porcellana o in ceramica; quelli più economici possono tuttavia essere composti da altri materiali, che possono andare dalla plastica, al legno alla cartapesta o all'argilla,  mentre i maneki neko più costosi possono essere di giada o d'oro. I Maneki neko che si muovono in genere sono realizzati in plastica.